# Љубиша Анђелић
Љубиша Анђелић (Требиње, 1932) српски је писац.

## Биографија
Родио се у Требињу, у трговачкој породици. Завршио је Правни факултет. Преко тридесет година бавио се новинарством. Од почетка 2000-те године објављује књиге. Пише приче - исповједну прозу. Живи и пише у старом требињском кварту Крш, поред Требишњице.